# Iの悲劇
『Iの悲劇』（アイのひげき）は、米澤穂信による日本の推理小説の連作短編集。『オールスイリ』と『オール讀物』で掲載された4作品に、書き下ろし2作品を加えて文藝春秋より2019年9月刊行された。文庫本は2022年9月に文春文庫より刊行。
2019年「週刊文春ミステリーベスト10」4位、2020年版「このミステリーがすごい!」11位、2020年版「本格ミステリ・ベスト10」12位にランクインしている。

## 概要
『Iの悲劇』は、人が住まなくなってしまった限界集落を再生させる目的で開設された「甦り課」が、移住者の間で起きるトラブルと謎を解き明かす連作短編ミステリー。
2010年『オールスイリ』に「軽い雨」を掲載したのが最初で、作者は「軽い雨」の時点ですでに全体の構想を立てていた。その後『オール讀物』に3篇を掲載して単行本にできる分量が揃ったが、一冊の本としてきっちり磨こうと思い、2019年に書き下ろし2篇を加えて完成させたのが本作である。
書き下ろしの2篇のうちの1篇「深い沼」は謎解きの話ではなく、起承転結の「転」となることを意識したもので、各章の題名が「軽い・重い」「黒い・白い」と対になっているので、それに合わせて「深い」と対になる「浅い池」を書き下ろした。
住民のトラブルに直接対応するのは主人公の万願寺と部下の観山だが、部屋から離れない上司・西野が探偵役の安楽椅子探偵ものである。米澤は、観山と西野について、学生時代に書いた別の公務員ものの小説のキャラクターだが、そのときは実力不足で完結しなかったと述べている。

## あらすじ

### 序章 Iの悲劇
山間の小さな集落・簑石では、住民の高齢化に伴って次々と人々が去り、最後の夫婦が村を去り「そして誰もいなくなった」。

### 第一章 軽い雨
4つの自治体が合併してできた南はかま市では、6年前に無人となった簑石を再生させるため、飯子市長の肝いりで「Iターン支援推進プロジェクト」が発足された。その実務を担当するのが「甦り課」である。甦り課に配属された万願寺邦和は、仕事ができ出世の野心を持っており、左遷としか思えない配属に納得がいかず落胆する。しかも、上司はやる気がなく毎日定時に帰る課長の西野秀嗣、部下は2年目の新人で学生気分の抜けない観山遊香で、負担は万願寺ひとりにのしかかる。
4月、第一陣として久野夫妻と阿久津一家の2世帯が先行して簑石に移住する。自給自足の生活がしたいと語り趣味のラジコンヘリを自由に飛ばす久野と、子供をのびのびと遊ばせたいと語る阿久津だったが、10日目にして早くも久野が苦情を言いに来た。阿久津が毎晩自宅の庭で焚き火をして、大音量で真夜中まで音楽を流しており、その騒音に耐えられないというものだった。
それから4日後、久野が食事に招待したいと万願寺と観山を自宅に誘う。招待に応じるようにとの西野の指示で、万願寺と観山が久野家を訪問中、阿久津家で小火騒ぎが発生する。失火を出した阿久津家は、夜逃げ同然に簑石を去る。万願寺は久野による放火を疑うが、久野には万願寺と観山と共にいたというアリバイがあった。

### 第二章 浅い池
5月、予定されていた10世帯・15名の移住者の転居がすべて完了し、開村式が行われた。移住者のひとり、牧野は簑石でも世界を相手にビジネスができると豪語し、水田で鯉の養殖事業をスタートする。ところが、出張中の万願寺に、議会対応の資料準備のため残業している観山から夜の10時近くに電話が入る。牧野が、鯉が盗まれた、今すぐ来てくれと言っており、定時に帰った西野とは電話もつながらないという。
万願寺が牧野に連絡すると、鯉を飼育している水田の四方を完璧にネットで囲んで、自転車用のチェーンロックで出入口に鍵までかけているのに、鯉が3、4割減っているという。万願寺は明日夕方に伺うと告げて電話を切ったが、翌朝牧野から電話があり、鯉が1匹残らずいなくなったという。

### 第三章 重い本
7月、アマチュアの歴史研究家で蔵書家の久保寺から、家に問題があるとの電話に万願寺が観山と駆けつけると、立石夫妻の5歳の息子、速人が絵本を読みに来ていた。万願寺は住民同士の交流が始まっていることを喜ぶ。一方、久保寺の用件は、家の老朽化がかなり進んでいるので、何とかしてもらいたいというものであった。久保寺の家は、前の住人が太平洋戦争の末期に一人だけ避難の準備をしたことから、戦後も長くつまはじきにされて最初に無人になった簑石で最も古い家だと、西野から聞かされていると語る。
数日後の夕方、立石の妻・秋江から、「本の小父さん」のところに行くと言って出かけた速人が、昼には帰るように言っておいたのにまだ帰ってこないと電話が入る。駆けつけた万願寺たちが久保寺の家に向かうが、久保寺は留守であった。携帯電話で久保寺に連絡するが、家の戸締りはしっかり行ったという。万願寺が久保寺の家の周囲を見て回ると、かつて池だった窪みに比べ、池を掘った後の盛り土の体積が明らかに大きいことに違和感を覚える。

### 第四章 黒い網
万願寺は2か月に1度の家庭訪問の際、住民の上谷と滝山から、タクシー運転手の河崎の妻・由美子に対する苦情を聞かされる。上谷はアマチュア無線が趣味だが、由美子から電波が体に悪いので家の前に設置しているパラボラアンテナを撤去しろと言われて困っている。会社を退職して静養中の滝山からは、河崎が仕事でいないときに限って由美子から夕食に誘われて困っているという。一方、由美子は、祖父母を脂肪分や塩分の取り過ぎによる脳卒中と心筋梗塞で、粉塵の多い場所で生活していた父親も肺気腫で相次いで失い、それからは体に悪いものから逃げることにしたのだという。
10月、住民の親睦を深めるための秋祭りに招待された万願寺と観山は、河崎夫妻と上谷・滝山と一緒にバーベキューのテーブルにつく。滝山は七輪でソーセージや上谷が採ってきたキノコなどの食材を焼き、河崎は蒸し器でシューマイなどを蒸し、でき上がったものを大皿に並べ、皆自由に食べていった。ところが由美子が突然苦しみだし吐き始める。
病院に運ばれた由美子は回復に向かうが、毒キノコが原因であることが分かり、責任を感じた上谷が夜逃げする。万願寺と観山は、誰かが由美子に毒キノコを食べさせたのではないかと疑うが、由美子は自分で採ったものでないと食べないので、その方法が分からない。

### 第五章 深い沼
開村式前の2世帯を含めて12世帯中7世帯が簑石を去ったことに対し、飯子市長に現状報告するため、西野と万願寺は市役所を訪れる。万願寺は、市長と同席する2人の副市長に、4月からの出来事を順に説明する。そして、誰も甦り課の責任を問おうとしないまま会見は終了するが、激しい叱責を受けるものと覚悟していた万願寺は不思議に思う。
万願寺は、市役所を訪れたついでに、土木課の同期の中池と簑石の除雪計画について打ち合わせを行う。その際に中池から、西野のことを「名うての切れ者」で、やばい案件も丸く収める「火消し役」だと聞かされ、普段の仕事ぶりとのあまりの違いに万願寺は釈然としない。
その夜、東京にいる弟と祖父の法事の打ち合わせを電話でした後、Iターン支援推進プロジェクトの目的と進捗を説明する。弟は、人がいなくなったのは役目を終えた土地で、そんな後ろ向きのプロジェクトに未来はない、そもそも南はかま市自体が税金を呑み込むだけの経済的に不合理な深い沼で、甦り課の仕事はただの「撤退戦」だと言う。

### 第六章 白い仏
12月、住民の長塚が、若田夫妻の家にある円空が彫ったという仏像を柱に「円空の里」を全面的に押し出すべきだと主張し、円空仏を見たい者に見せられるよう若田を説得してほしいという。資料館への収蔵用に作った複製があるが、見たいのは本物だという。しかし若田は、仏像は天からの預かり物で自由に扱って良いものではないと拒否する。身内に災難が続き、占い師から土地の祟りのせいであり、引っ越さないと不幸に見舞われると言われ、引っ越した家に円空仏があったことに運命を感じ、仏像を守ることが自分の役目だと考えているとのことである。
1週間後、若田から、円空仏を安置している離れの仏間に変な雰囲気があり、元々安置されていた場所に戻したい、元の住人の父親の大量にある日記を読めば場所が分かるかも知れないので、手伝ってほしいと電話が入る。

### 終章 Iの喜劇
若田と長塚が簑石を去った後、若田が簑石を去る前に「この里は祟られている」と言った言葉を信じたのか、残りの3世帯も先を争うように簑石を去っていった。再び無人となった簑石を、移住者に原状回復を求めるべき箇所がないか確認するために、甦り課の3人が訪れる。最後の世帯となった丸山は、自分たちが簑石で暮らすことを良く思わない何かの力が働いていたと言って去っていったが、万願寺はそのとおりだったのかも知れないと述べ、移住者たちを去らせた者たちを糾弾する。

## 主な登場人物
万願寺邦和（まんがんじ くにかず）
本作品集の主人公。Iターン支援推進プロジェクトを成功させ、出世コースに戻りたいと考えている。
観山遊香（かんざん ゆか）
学生気分が抜けない、2年目の新人。やや常識に欠けるところがあるが、人の懐に入り込むのはうまい。
西野秀嗣（にしの ひでつぐ）
50歳すぎの課長。常に定時退社で仕事へのやる気は感じられないが、実は切れ者という噂もある。

## 書誌情報
- Iの悲劇（2019年9月26日、文藝春秋、ISBN 978-4-16-391096-3）
- Iの悲劇（2022年9月10日、文春文庫、ISBN 978-4-16-791931-3）

### 初出一覧
- 軽い雨 - 初出：『オールスイリ』2010年12月刊
- 浅い池 - 単行本版書き下ろし（2019年9月）
- 重い本 - 初出：『オール讀物』2015年11月号
- 黒い網 - 初出：『オール讀物』2013年11月号
- 深い沼 - 単行本版書き下ろし（2019年9月）
- 白い仏 - 『オール讀物』2019年6月号